# Immun-Polymerasekettenreaktion
Immun-PCR (synonym Immun-Polymerase-Kettenreaktion, IPCR) ist eine Methode zur Erkennung von Antigenen. Dabei wird ein bestimmtes DNA-Molekül als Molekülmarkierung verwendet.

## Methode
Die Technik der Immuno-PCR (IPCR) wurde 1992 von Sano und Mitarbeitern in einem wissenschaftlichen Artikel dargestellt. Die Methode der IPCR benutzt dazu ein Immunkonjugat aus einem Antikörper und einem DNA-Marker-Fragment zur Detektion von Proteinen. Mithilfe der PCR als Amplifikationssystem erzielt die IPCR eine 100–10000-fach erhöhte Detektionsgenauigkeit gegenüber herkömmlichen ELISA-Methoden. Verschiedene Varianten wurden entwickelt. Eine verwandte Methode ist die Agglutinations-PCR.

## Anwendungsgebiete
Das System kann zur Detektion von Proteinen, theoretisch zur Detektion eines einzigen Antigen-Moleküls, verwendet werden. Sowohl durch die Anwendbarkeit bei immunologischen Fragestellungen als auch in der klinischen Diagnostik findet die IPCR als Routinemethode vermehrt Eingang in die molekulare Bioanalytik. Ferner wird die IPCR in der Medikamentenentwicklung vermehrt für den Nachweis schwer quantifizierbarer Biomarker eingesetzt.